# Бохольт (Німеччина)
Бохольт (нім. Bocholt) — місто в Німеччині, знаходиться в землі Північний Рейн-Вестфалія. Підпорядковується адміністративному округу Мюнстер. Входить до складу району Боркен.
Площа — 119,37 км2. Населення становить 71 061 ос. (станом на 31 грудня 2020).

## Відомі особистості
В місті народився:
- Сімон Теродде (* 1988) — німецький футболіст.